# 大通区
大通区（だいつう-く）は、中華人民共和国安徽省淮南市に位置する市轄区。

## 行政区画
- 街道:大通街道
- 鎮:上窯鎮、洛河鎮、九竜崗鎮
- 郷:孔店郷